# Waffenhandel
Der Waffenhandel bezeichnet alle Vorgänge im Zusammenhang mit der Übereignung einer Waffe. Während Jäger, Sportschützen und Sammler heutzutage unter dem Begriff Waffenhandel Betriebe definieren, die Jagd-, Sport- und Schusswaffen verkaufen, findet man den Begriff in der Geschichte hauptsächlich im Zusammenhang mit Waffenschmieden und Waffenexporten und aktuell in den Medien mit Rüstungsexporten und illegalem Drogen- und Menschenhandel.
Tausende von Jahren stellten die Menschen ihre Waffen selbst her. Seit der Erfindung des Metalls konzentrierte sich die Waffenherstellung auf bestimmte Orte, die anhand ihrer Rohstofflage (Eisenerz, Kohle, Schifffahrt) prädestiniert waren. Hierzu gehörten im Mittelalter unter anderem Nürnberg, Suhl, Steyr, Lüttich, das Ruhrgebiet, Damaskus und Kyōto.
Urkunden belegen, dass bereits im 10. Jahrhundert ein internationaler Waffenhandel existierte, der durch Gesetze und Vorschriften kontrolliert wurde. Der Waffenhandel ist daher unweigerlich mit Waffenexport und Waffenkontrolle verknüpft.
Menschen, welche den Waffenhandel betreiben, werden als Waffenhändler bezeichnet.
Waffenhersteller sind Personen und Unternehmen, die gewerbsmäßig Waffen herstellen. Waffenexport bezeichnet alle Vorgänge im Zusammenhang mit dem außerstaatlichen Transfer von Waffen.

## Geschichte

### Vor 1800

#### Abnehmer
Neben Kaufleuten und Reisenden, die Waffen zum Schutz ihrer Handelswege benötigten, sowie Kanonen für ihre Handelsschiffe, kaufte im Mittelalter nur der zur Jagd privilegierte Adel privat Waffen für sich und seine angestellten Berufsjäger, sowie die geistlichen und weltlichen Rentenbezieher. Jeder Mann hatte ein mehr oder weniger langes Messer (Sachs) und oft einen Spieß. Jedoch war der Waffenbesitz für niedere Stände teilweise verboten bzw. eingeschränkt. Ihre Waffen in den Bauernaufständen waren daher auch Werkzeuge wie Sensen und Dreschflegel. Die städtischen Zeughäuser und Zeughöfe erneuerten von Zeit zu Zeit ihre Ausstattung. Die Nachfrage nach Waffen war in Friedenszeiten sehr gering. Im Krieg hingegen stieg die Nachfrage nach Waffen rapide.

#### Händler
Die Hersteller verkauften direkt vor Ort an Privatleute und die städtischen Zeughäuser. Produktionsüberschusse und Auftragsarbeiten übergaben sie den Reisenden. In Friedenszeiten wurde die geringe private Nachfrage hauptsächlich von privaten Kaufleuten befriedigt.
In Kriegszeiten engagierten sich die Städte bis hin zum Monopolisten. So war die Regierung der Reichsstadt Nürnberg aktiv am Waffenhandel beteiligt. Das städtische Zeughaus hatte dafür zu sorgen, dass die Bestände stets auf dem neuesten Stand der Technik waren. Dies war jedoch nur möglich, indem in regelmäßigen Abständen veraltete Waffen abgestoßen und neue Modelle gekauft wurden. Im Dreißigjährigen Krieg vertrieb das Zeughaus jedoch nicht mehr nur ausrangierte Typen, sondern agierte wie eine private Handelsfirma. Glaubt man den Quellen, war der öffentliche Anteil am Waffenhandel enorm. Zwischen 1621 und 1629 lag der staatliche Handel bei 4 % bis 36 %, zwischen 1630 und 1635 stieg er auf 78 % bis 100 %.

### Nach 1800

#### Abnehmer
Bis zur bürgerlichen Revolution im Jahre 1848 war in Mitteleuropa die Jagd und der Waffenbesitz ein Privileg des Adels. Entsprechend gering war der Bedarf an Jagdwaffen, die in technischer Hinsicht damals mit den Militärgewehren noch völlig identisch waren. 1848 wurde die Jagd allgemein freigegeben und dem Bürgertum der Besitz von Gewehren erlaubt. Dies spiegelt sich u. a. durch die Ausgabe der Anzahl der ausgegebenen Jagdscheine wider, die sich von 1878 bis 1923 auf 250.000 Stück verdoppelte und somit für mehr Nachfrage sorgte.
Im 19. Jahrhundert schlossen sich auch viele Schützenvereine zu Dachverbänden zusammen: Die Société Suisse des Carabiniers 1824 in der Schweiz, die British National Rifle Association 1859 in England, der Deutsche Schützenbund 1861 in Deutschland und die National Rifle Association of America 1871 in den USA. Das Sportschießen wurde 1896 olympisch und steigerte wie auch die nationalen Meisterschaften zur Erringung der Olympiaqualifikation die Nachfrage nach zivilen Schusswaffen.
Das Deutsche Heer wäre der größte Abnehmer von Schusswaffen gewesen. Im Laufe des 19. Jahrhunderts hatten deutsche Staaten mehrfach Krieg geführt, die Armeestärke im Kaiserreich bis 1890 auf 1 % der Bevölkerung ausgeweitet, und kurz nacheinander wurden drei unterschiedliche Ordonanzwaffen eingeführt: Zündnadelgewehr, Gewehr 88 und Gewehr 98. Jedoch ließ das Deutsche Heer diese Waffen in staatlichen Gewehrfabriken produzieren und vergab Direktaufträge an Mauser, Steyr, FN und Zastava. Der Handel war nicht beteiligt.

#### Händler
Die gestiegene Nachfrage nach Jagd- und Sportwaffen aus dem Bürgertum und der Boom aus der Gründerzeit führten dazu, dass sich einige Waffenhersteller, wie z. B. Sauer und Merkel, bereits frühzeitig auf zivile Waffen konzentrierten und diese über Waffenhändler an die Kunden absetzten. Waren die Waffenhändler vor 1850 meist Büchsenmacherbetriebe, so kamen nun auch Kolonialwarenhäuser dazu.
Auch wanderten viele Büchsenmacher aus dem Thüringer Wald aus, um sich verteilt im ganzen Reich als selbständige Waffenhändler mit Büchsenmacherwerkstatt niederzulassen. Das Museum der Beschussanstalt Zella-Mehlis vermerkt hierzu: „Bis zum 19. Jh. fertigten hier Vertreter Zellaer und Mehliser Büchsenmacherfamilien wie die der Anschütz, Bader, Barthelmes, Böhner, Büchel, Capell, Diem, Diemar, Ditzel, Döll, Drechsler, Ernst, Fischer, Glantz, Gräfenstein, Gressmann, Happ, Helfricht, Hengelhaupt, Hoepfel, Kehl, Keiner, Kind, Klett, Kneifel, Kolb, Kommer, König, Lämmermann, Langenhan, Lepper, Lesch, Luck, Mangler, Marr, Moritz, Muth, Reuss, Ritz, Sauerbrey, Schindler, Schneider, Schilling, Schlütter, Schramm, Schübler, Sontag, Spörer, Stockmar, Triebel, Weihrauch, Weiß, Will, Wirsing, Wolf, Zerr oder Zöller.“
Liste von Waffenhändlern, deren Gründung vor dem Zweiten Weltkrieg war, sortiert nach Gründungsjahr:
| - 1640: Kuchenreuter, gegründet in Regensburg, seit 1824 in Cham - 1750: Triebel, gegründet in Suhl, seit 1915 in Berlin - 1752: Hambrusch, in Ferlach (Österreich) - 1790: Le Hanne, in Crefeld, seit 1912 im Besitz der Familie Giesen, Geschäftsaufgabe 2009 mangels Umsatz - 1809: Hoerning, in Hamburg, Geschäftsaufgabe 2012 mangels Nachfolger - 1820: Wertgarner in Wels (Österreich) - 1831: Winkler, gegründet in Traunstein von Strassberger - 1836: Joh. Springer’s Erben, in Wien (Österreich) - 1843: Knappworst, in Braunschweig - 1848: Daurer, in Rosenheim - 1853: Föll, in Hofheim am Taunus - 1865: Meyer, in Wolfenbüttel - 1873: Dorfner, in Wien als Metallwarengeschäft, seit 1979 reiner Waffenhandel - 1879: Mayor, in Genf (Schweiz) - 1881: Krausser, in München, gegründet in Zella St. Blasii - 1884: Schmithüsen, in Xanten - 1884: Kettner, 2012 Geschäftsaufgabe aller deutschen Filialen mangels Umsatz - 189?: Kümmet, in Kronach - 1903: Dittmann, in Garlstorf - 1903: Schumacher, in Düren - 1906: Völker, in Weiden - 1908: Frankonia | - 1908: Halbach, in Aachen - 1908: Volber, in Uelzen - 1909: Kratz, in Lemgo - 190?: Will, in Hannover - 1911: Bader, in Hanau - 1912: Piel, in Hollwede - 1913: Becker, in Hagen - 1913: Binarsch, in Braunschweig - 1913: Bassing, in Mainz - 1921: Adamy, in Suhl - 1921: Hammer, in Passau, gegründet von Nöbauer, seit 1961 im Besitz der Familie Hammer - 1922: Grünig&Elmiger, gegründet als Waffenfabrik vom Onkel Walter Lienhard in Kriens (Schweiz), seit 1968 in Malters - 1922: Schmitt, in Goch - 1924: Tramm und Hinners, in Hamburg, - 1925: Merkle, in Backnang - 1927: Kruschitz, gegründet in Ferlach, seit 1938 in Wien |

## Waffenhandel heute
Die Privilegien und Beschränkungen der mittelalterlichen Stände (Adel, Bürgertum, Klerus und Bauern) wurden abgelöst durch nationale Waffengesetze, deren Ansätze noch heute gelten. Zudem schränken internationale Verträge und Vereinbarungen das nationale Waffenrecht ein.

### Rechtsvorschriften der EU
Die europäischen Staaten, die dem Schengen-Abkommen beigetreten sind, dazu gehören u. a. die deutschsprachigen Staaten Deutschland, Österreich und die Schweiz, sowie die anderen Staaten der Europäischen Union haben sich darauf verständigt, die EU-Richtlinie zur Harmonisierung des Feuerwaffenrechts von 1991 in ihr nationales Recht zu implementieren.
Im Sinne dieser EU-Richtlinie gilt als Waffenhändler jede natürliche oder juristische Person, deren Beruf oder Gewerbe ganz oder teilweise darin besteht, dass sie Feuerwaffen herstellt, damit Handel treibt oder diese tauscht, vermietet, repariert oder umbaut.
Waffenhändler sollen auf ihre persönliche und berufliche Zuverlässigkeit überprüft werden, wenn sie mit Waffen der Kategorie A (verbotenen Feuerwaffen) und B (genehmigungspflichtigen Feuerwaffen) handeln. In Staaten, in denen der Handel mit Waffen der Kategorie C (meldepflichtige Feuerwaffen) und D (sonstige Feuerwaffen) ohne Zulassung möglich ist, soll eine Meldepflicht eingeführt werden. In Deutschland z. B. unterliegen alle vier Waffen-Kategorien einer Zulassung zum Waffenhandel in Form einer Waffenhandelslizenz oder Waffenherstellungslizenz. Diese kann auf bestimmte Schusswaffen- und Munitionsarten beschränkt werden.
Der Händler muss laut EU-Richtlinie für die Waffen der Kategorie A, B und C (Nicht mit ABC-Waffen zu verwechseln) ein Waffenhandelsbuch führen, aus dem die Art und Menge der Schusswaffen, ihre Herkunft und ihr Verbleib hervorgehen. Diese Handelsbücher müssen auch nach Aufgabe des Handels über zehn Jahre aufbewahrt werden. Mittlerweile erstreckt sich die Aufbewahrungsfrist auf zwanzig Jahre.
Zivile Schusswaffen müssen mit einer Seriennummer gekennzeichnet werden. Mittlerweile müssen auch Herstellungsland und Einfuhrland auf den Schusswaffen markiert werden. Die EU bestimmt in ihrer Richtlinie, dass zivile Waffen der Kategorie B, C und D nur von Personen, die mindestens 18 Jahre alt sind, erworben werden dürfen. Ausnahmen gibt es für Jäger und Sportschützen. Beim Erwerb einer Waffe der Kategorie B (halbautomatische Waffen) müssen die Erwerber zudem eine Rechtfertigung anführen und dürfen sich selbst und die öffentliche Sicherheit nicht gefährden. Die Waffen der Kategorie A sollen lt. EU-Richtlinie verboten werden. Die Staaten können auch strengere oder leichtere Vorschriften erlassen. In Deutschland dürfen z. B. Personen unter 25 Jahren großkalibrige Pistolen und Revolver (Kategorie B) nur mit einem psychologischen Gutachten erwerben. Jäger und Sportschützen dürfen zwar vor Erreichen des 18. Lebensjahres mit einigen Waffen trainieren, sie aber nicht erwerben.
Der Schweizer Nationalrat lockerte im März 2014 die Waffenexportbestimmungen und beschloss, dass „künftig Waffen auch an Länder mit problematischer Menschenrechtslage“ geliefert werden sollen. Begründet wurde diese Entscheidung „mit der schwierigen Lage der Schweizer Rüstungsindustrie“.

### Abnehmer

#### Endverbraucher
Die Abnehmer fast aller Jagd- und Sportgewehre sowie vieler Pistolen und Revolver sind private Endverbraucher. Sie kaufen entweder vor Ort beim Einzelhändler, national im Versandhandel oder importieren selber.
Lt. Angaben der Zeitschrift Deutsches Waffen-Journal (DWJ) gibt es in Deutschland rund 340 000 Jäger. Sie wendeten 2004 etwa 754 Mio. € für Jagd und Jagdschutz auf. In ca. 18.000 Vereinen wird Schießsport von ca. 2,5 Millionen Vereinsmitgliedern betrieben. Inklusive aller Hobbyschützen schätzt das DWJ die Anzahl von Sportschützen auf 5 Millionen.
In allen Rechtsstaaten prüfen die Verkäufer oder Einfuhrzollbehörden die nationale Legitimation des Erwerbers. Innerhalb der EU müssen die Behörden des Verkäufers (Abgangsmitgliedstaat) und die Behörden des Käufers (Bestimmungsmitgliedstaat) vor dem Verkauf ihre Genehmigung erteilen. In Deutschland wird bei einem Kauf im Inland die Legitimation für erlaubnispflichtige Waffen in Form einer Waffenbesitzkarte oder eines Jagdscheins nachgewiesen, bei erlaubnisfreien Waffen durch Vorlage eines Altersnachweises.

#### Polizei und Militär
Die Streitkräfte, die Polizei und die öffentlichen Dienste unterliegen weder den nationalen Waffengesetzen noch der EU-Richtlinie. Sie dürfen auch Kriegswaffen erwerben.
Bei der Ausrüstung von nationalen Dienststellen wird der gewerbliche Waffenhandel meist umgangen. So wurde die französische Polizei von 2003 bis 2009 mit 250.000 deutschen SIG-Sauer Pistolen direkt vom Hersteller in Eckernförde beliefert. Nur bei kleinen, freihändig zu vergebenden Behördenaufträgen werden Waffenhändler aufgefordert, ein Angebot abzugeben.

### Händler

#### Großhandel
Großhandel im funktionellen Sinne liegt vor, wenn Marktteilnehmer Waren, die sie in der Regel nicht selbst be- oder verarbeiten (Handelswaren), von Herstellern oder anderen Lieferanten beschaffen und an Wiederverkäufer, Weiterverarbeiter, gewerbliche Verwender (z. B. Behörden) oder an sonstige Institutionen (z. B. Vereine), soweit es sich nicht um private Haushalte handelt, absetzen. Waffengroßhändler sind oft Generalimporteure bestimmter Waffenhersteller oder spezialisiert auf bestimmte Import-Länder oder Sortimente. In der Regel lehnen sie den Handel mit privaten Endverbrauchern ab, beliefern jedoch direkt die staatlichen Behörden und zum Teil auch Endverbraucher in Drittstaaten oder der Europäischen Union.
Die bedeutendsten Großhändler sind in alphabetischer Reihenfolge AKAH (Österreich und Frankreich), Waffen Ferkinghoff (Jagd- und Sportwaffen), Helmut Hofmann (USA), Manfred Alberts GmbH (Skandinavien und Italien), Schumacher (Osteuropa) und Waimex (Sportwaffen).

#### Einzelhandel
War früher der Einzelhandel für den regionalen Bedarf von Jägern, Sportschützen oder Behörden zuständig, haben sich heute die modernen Betriebe oftmals auf Nischen des Waffenhandels spezialisiert. So gibt es Firmen, die hauptsächlich Jagdwaffen, Kurzwaffen, Präzisionswaffen, olympische Kleinkaliberwaffen, Großkaliber-Sportwaffen, Sportflinten, Gebrauchtwaffen, Antikwaffen oder Freie Waffen anbieten. Diese spezialisierten Firmen haben oft eine Internet-Präsenz und exportieren weltweit. Im Gegensatz zum Handel mit Sportartikeln, der mittlerweile weltweit von Filialketten beherrscht wird, ist der Waffenhandel weltweit noch überwiegend in privaten Händen.
In Deutschland sind zum Beispiel fast 1000 Waffenhändler für „Freie Waffen“ und erwerbsscheinpflichtige Waffen im Verband Deutscher Büchsenmacher und Waffenfachhändler e. V. (VdB) organisiert. In Kanada gibt es ca. 500 Waffenhändler bei ca. 1,8 Millionen Waffenlizenzinhabern. In England gibt es 1800 Schießstände und Fachhändler. 1997 gab es in den USA 250.000 lizenzierte Waffenhändler.
Die bedeutendsten Filialketten sind Frankonia und Kettner in Deutschland mit Niederlassungen in den Nachbarländern sowie Cabelas in den USA. Der deutsche Versandhändler Alljagd hat keine Filialen, sondern beliefert als Großhändler die fast 90 beteiligten Einzelhändler, die jeweils ein lokales Ladengeschäft besitzen.

#### Handwerkshandel
Viele Einzelhändler sind Mischbetriebe. Büchsenmacher mit eigener Werkstatt führen Reparaturen durch, stellen zum Teil selbst Schusswaffen her oder modifizieren Fabrikware nach Kundenwünschen und verkaufen Handelsware. In Deutschland müssen Büchsenmacher in der Handwerksrolle eingetragen sein, um eine Waffenherstellungslizenz zu bekommen. Nur mit dieser Lizenz dürfen sie Waffen herstellen und modifizieren. Diese Mischbetriebe sind in Deutschland Zwangsmitglied in der lokalen Handwerkskammer und Industrie- und Handelskammer und müssen beide Gebühren in voller Höhe abführen, ansonsten verlieren sie ihre Herstellungslizenz und dürfen nur Reparaturen durchführen.

#### Direktvertrieb
Die Hersteller von Militärgütern vertreiben ihre Produkte an die nationalen und internationalen Streitkräfte immer direkt oder über Vermittler. Einige Hersteller von Schusswaffen und Munition umgehen den nationalen Großhandel, indem sie den Einzelhandel direkt beliefern. Hierzu gehören u. a. die deutschen Hersteller Blaser Jagdwaffen, Mauser, RUAG, J. P. Sauer & Sohn, SIG Sauer GmbH & Co. KG und Umarex. Bei Exporten beliefern sie ansässige Großhändler oder ihre eigenen ausländischen Tochtergesellschaften. Einige Hersteller von Schusswaffen umgehen den Einzelhandel und beliefern die Endverbraucher direkt. Zu den bedeutendsten internationalen Direktvertreibern an internationale Endverbraucher gehört die Schweizer Firma Grüner & Elmiger.

#### Vermittler
Vermittler bringen Hersteller und Endabnehmer zusammen, ohne selber die Handelsware zu bevorraten. Vermittler treten häufig bei Ausfuhren von Militärgütern auf. In vielen Rechtsstaaten werden sie ebenso wie Waffenhändler auf ihre Zuverlässigkeit überprüft. Dabei ist es unabhängig, ob sie ihren Sitz im Heimatland oder Ausland haben.

#### Privatverkauf
Gebrauchtwaffen, die sich bereits im Besitz eines berechtigten Endverbrauchers befinden, können direkt an einen anderen berechtigten Endverbraucher verkauft werden. Der Verkauf muss in vielen Ländern gemeldet oder registriert werden.

### Waffenhandels-Ausstellung
Einzelhändler, Großhändler und Hersteller treffen sich auf nationalen und internationalen Waffenmessen. Die weltweit bedeutendsten Messen sind die Internationale Waffen-Ausstellung (IWA) in Nürnberg (Deutschland) und die Shot Show in Las Vegas (USA).
Auf der jährlich stattfindenden IWA präsentieren sich über 1000 Aussteller aus über 50 Ländern den über 30.000 Fachbesuchern aus über 100 Ländern. Diese Messe beschränkt sich ausschließlich auf Jagd- und Sportwaffen, klassische Outdoor-Ausrüstung und Sicherheitsausstattung, wozu auch Behördenbedarf gehört.

## Waffenhandel in der EU
Der jährliche Bericht des europäischen Verbands der Waffenhändler A.E.C.A.C führte im Jahr 2012 Kennzahlen zum Waffenhandel auf. Da nicht alle EU-Länder Mitglieder sind und nicht alle Mitglieder die geforderten Zahlen bereitstellten, ist die Tabelle unvollständig. Waffenhändler verkaufen neben Schusswaffen auch Munition, Zubehör, Bekleidung (auch Trachten), Ferngläser, Wanderbedarf und ähnliches, die in den Umsatzzahlen enthalten sind.
| Land         | Anzahl der Betriebe | Angestellte | Umsatz in Euro |
| ------------ | ------------------- | ----------- | -------------- |
| Deutschland  | 1.500               | 35.000      | 1.000.000.000  |
| Frankreich   | 800                 | 4.000       | 450.000.000    |
| Italien      | 1.200               | 10.000      | 250.000.000    |
| Spanien      | 700                 | 2.500       | 250.000.000    |
| Österreich   | 455                 | 725         | 86.000.000     |
| Finnland     | 413                 | 1.500       | 90.000.000     |
| Belgien      | 250                 | 1.500       | 110.000.000    |
| Griechenland | 700                 | 1.400       | 35.000.000     |

### Kritik an der EU-Richtlinie
Die EU-Richtlinie stellt einen Kompromiss aus den verschiedenen Waffenrechten der 27 Mitgliedsstaaten dar, der nicht überall auf Zustimmung trifft. Sie schränkt historisch gewachsene Waffenrechte ein. Auch gibt sie Anlass, die Beschränkungen für die nationale Gesetzgebung strikter auszulegen, als die Richtlinie es vorsieht. Zudem werden durch die Richtlinien Maßnahmen veranlasst, die den Handel beschweren, ohne einen Sicherheitsgewinn zu erbringen.
Durch die Information, dass Kleinwaffen ohne Seriennummer illegal gehandelt werden, wurde die Kennzeichnung der Herkunftsländer und Einfuhrländer eingeführt. Dabei wurde jedoch nicht bedacht, dass zivile Waffen immer schon mit Seriennummern gefertigt wurden und diese von den EU-Staaten nachweisbar zu fast 100 % autorisiert exportiert werden. Diese zusätzliche Kennzeichnung führt zu höheren Kosten bei den Händlern und beeinträchtigt die Optik der Waffen, insbesondere bei Kurzwaffen.
Die EU-Richtlinie schränkt den nationalen Absatz ein, in dem sie den EU-Staaten vorschreibt, wer beliefert werden darf und was geliefert werden darf. In immer mehr EU-Ländern wird durch nationale Gesetze, die die Richtlinie impletieren, die Zahl der Abnehmer reduziert. Auch fordert die Richtlinie mehr Dokumentation seitens der Händler und der nationalen Waffenbehörden, was zu höheren Kosten für Händler und Käufer führt.
Es kann ein EU-einheitliches Formular für Verbringungen benutzt werden, so dass auf Übersetzungen verzichtet werden kann.
Die Zusammenfassung der nationalen Gesetze, die den lizenzierten Waffenhändlern und Waffenbehörden vorgelegt werden sollte, ist auch 20 Jahre nach Verabschiedung der Richtlinie noch nicht erfolgt. Dies erschwert den Verkauf, sofern es sich um Waffen handelt, die im Versenderstaat registrierpflichtig sind, während sie im Empfängerstaat noch nicht einmal meldepflichtig sind.
Die einzelnen Länder haben unterschiedliche Schwerpunkte wie auch die einzelnen Benutzergruppen. Dies zeigt der Bericht der EU-Kommission, 26. Juli 2012 detailliert auf. Anhand eines Fragebogens an Innen- und Justizministerium, sowie an die größten Verbände der Hersteller, Händler, Jäger, Schützen und Sammler wertete die Kommission diese Befindlichkeiten aus. Die Händler wünschen z. B. gemeinsame Richtlinien in Bezug auf Antikwaffen, Replikate und Dekowaffen. Bis 28. Juli 2015 sollen die nächsten Änderungen dem Rat vorliegen.

## Bemühungen der UN um weltweites Waffenhandelsabkommen 2012
Die Vereinten Nationen bemühten sich vom 2. bis 27. Juli 2012 auf einer Konferenz in New York um Verhandlungen für ein weltweites Waffenhandelsabkommen. Der Vertrag über den Waffenhandel soll den Handel mit konventionellen Waffen, vor allem Handfeuerwaffen, regeln und beschränken, wodurch sich die Staaten zu einer scharfen Ausfuhrkontrolle verpflichten. Die europäischen Staaten setzten sich für strikte Regelungen ein, während viele andere Länder Ausnahmen durchsetzen wollten, darunter China, das seine Geschäfte mit leichten Waffen in Dritte-Welt-Staaten in Gefahr sah.
Die UN-Konferenz unter Leitung des Argentiniers Roberto Garcia Moritán endete am 27. Juli ohne Ergebnis. Der Vertragsentwurf sah unter anderem eine Verhinderung des Exports von Rüstungsgütern vor, wenn diese für Kriegsverbrechen, Völkermord oder Verbrechen gegen die Menschlichkeit genutzt werden könnten. Vertreter aus Deutschland gingen die Einschränkungen nicht weit genug, während Staaten wie der Iran und Syrien eine zu starke Reglementierung empfanden. Die Vereinigten Staaten erklärten, sie bräuchten mehr Zeit, um den finalen Entwurf für das Abkommen zu prüfen. Daraufhin zögerten ebenfalls Russland und China ihre Entscheidungen hinaus. Die US-amerikanische Regierung hatte sich zuvor gegen die Einbeziehung von Munition in das Abkommen gewehrt. Ebenfalls Konflikte riefen die Unterscheidung zwischen kommerziellen Handel mit Waffen und kostenlose Weitergabe an Gütern hervor. China setzte sich dafür ein, dass der Vertrag nur für den kommerziellen Handel gilt. Die Verhandlungen sollen im Herbst 2012 auf der UN-Vollversammlung fortgeführt werden.

## UN-Waffenhandelsabkommen 2013
Die UN-Vollversammlung hat am 2. April 2013 das erste globale Abkommen zur Kontrolle des Waffenhandels verabschiedet. 154 Mitgliedstaaten stimmten dafür. Dagegen stimmten Syrien, Nordkorea und der Iran. Russland und China enthielten sich wie 21 weitere Länder.
Der Vertrag soll zum ersten Mal weltweite Kontrollstandards für den Handel mit konventionellen Waffen schaffen. Alle Unterzeichner verpflichten sich, bei allen Rüstungsgeschäften zu prüfen, ob die Waffen von Terroristen benutzt oder mit ihnen Menschenrechtsverletzungen begangen werden könnten. Der Vertrag berücksichtigt diese konventionellen Waffen:
- kleine sowie leichte Waffen und großkalibrige Waffen und Waffensysteme
- Militärfahrzeuge und Panzer
- Kampfhubschrauber und Kriegsschiffe
- Raketen und Raketenwerfer

Mindestens 50 zustimmende Staaten müssen das Abkommen noch ratifizieren. Es kann mehrere Jahre dauern, bis der Vertrag in Kraft treten kann. Die völkerrechtlichen Bestimmungen würden dann nur für diejenigen Staaten gelten, die den Vertrag ratifiziert haben.

## Illegaler Waffenhandel
Strafbar ist das Überlassen von legalen Schusswaffen und Munition von Berechtigten an Nichtberechtigte, das Überlassen oder Erwerben verbotener Waffen ohne Sondergenehmigung, sowie der Handel ohne Handelserlaubnis.

### Illegale Waffen
Gegenstände sind illegale Waffen, wenn sie durch das nationale Waffengesetz verboten sind. In Deutschland z. B. gehören zu den verbotenen Waffen Wurfsterne, Butterflymesser, Stahlruten, Springmesser, getarnte Waffen (Kugelschreiberpistole oder Stockdegen) und vollautomatische Waffen. Wenn der Umbau einer erwerbscheinspflichtigen Waffe in eine Dekorationswaffe nicht den aktuellen Vorgaben des nationalen Gesetzes entspricht, wird daraus eine illegale Waffe. Wer vor einer Waffengesetzänderung legal eine Waffe erworben hat, die durch die Änderung verboten wurde, besitzt eine illegale Waffe.

### Fahrlässig
Fahrlässig handelt ein Käufer oder Verkäufer, wenn er in Unkenntnis des aktuellen Gesetzes mit einem verbotenen Gegenstand handelt oder ohne Erlaubnis handelt.

### Vorsätzlich
Wer Waffen in großem Umfang ohne Erlaubnis sammelt, handelt vorsätzlich. Auch der Versuch des Kaufs ist strafbar, insbesondere, wenn es sich um Kriegswaffen handelt.
Wer als Inhaber einer Waffenhandelslizenz mit illegalen Waffen handelt, handelt nach dem Gesetz als besonders schwerer Fall. Auch wer echte Waffen mittels gefälschter Gutachten als Dekorationswaffen deklariert und danach funktionsfähig verkauft, handelt mit grobem Vorsatz. Werden die verbotenen Waffen auch noch exportiert, liegt zudem ein Verstoß gegen das Außenwirtschaftsgesetz vor. Mit bis zu zehn Jahre Freiheitsstrafe werden Händler und Bandenmitglieder bestraft, wenn sie regelmäßig illegalen Waffenhandel betreiben.

### Herkunft
Illegale Waffen stammen aus nicht gemeldetem Altbesitz, werden illegal eingeführt oder illegal hergestellt.

#### Altbesitz
Trotz des Waffengesetzes von 1972 befinden sich in Deutschland um die 17 Millionen Waffen, die nie angemeldet wurden, und somit heute als illegal klassifiziert werden, in privaten Haushalten. Diese wurden vor 1972 erlaubnisfrei erworben. So konnten Volljährige vor 1972 ganz legal Wehrmachtskarabiner K98 oder halbautomatische, maschinenpistolenähnliche Kleinkaliber-Gewehre von Landmann oder via Katalog (z. B. Neckermann) kaufen. Der in anderen Ländern sehr liberale Umgang mit Waffen, wie zum Beispiel in Belgien und Italien, aber auch bei den US-amerikanischen Verbündeten begünstigte den Import nach Deutschland.
In der Schweiz war der Handel mit Sport- und Jagdgewehren sowie Munition bis zum Inkrafttreten des Waffengesetzes frei. Jeder Wehrpflichtige nimmt seine Ordonanzwaffe mit nach Hause oder deponiert sie kostenlos im Zeughaus. Die schweizerische Waffengesetzgebung gilt als eine der liberalsten der Welt.
In den Vereinigten Staaten wird das Waffenrecht teilweise auf Bundesebene geregelt. Der Gun Control Act von 1968 verbietet den Versandhandel für Waffen. Erst seit 1990 gibt es gesetzliche Beschränkungen für Schulgrundstücke aufgrund des Gun-Free School Zones Act, wogegen 1992 ein Student bis vor dem Obersten Gerichtshof einen Prozess führte. Bis zum Jahre 2008 wurden neun weitere juristische Streitfälle bekannt, bei denen einzelne Personen gegen die bundesgesetzliche Regelungen vorzugehen versuchten. Durch den Föderalismus gibt es in jedem Bundesstaat andere Bestimmungen im Einzelnen.

#### Illegale Einfuhr
Im kleinen Umfang werden Waffen illegal eingeführt, wenn der Käufer diese legal im Ausland erwerben kann und unberechtigt mit seinem Gepäck einführt oder im Versandhandel bestellt.
Illegale Waffeneinfuhren in großem Umfang werden größtenteils im „Rahmen der organisierten Kriminalität durchgeführt“, wobei Österreich als Waffentransitland hauptsächlich von und nach Südosteuropa … gilt.
Nach dem Zusammenbruch der Sowjetunion verblieben viele Waffen der russischen Armee in den Satellitenstaaten. Angeblich sollen 29.000 Maschinengewehre in Tschetschenien zurückgelassen worden sein. Von Tschetschenien aus wurden dann in der Folge viele Waffen über die sogenannte Freihandelszone auf dem Weltmarkt verkauft. Gleiches gilt für den Bestand gebrauchter Waffen in der Ukraine. Obwohl die Ukraine kaum Waffen herstellt, gehört sie seit einigen Jahren zu den mittelgroßen Exporteuren von nicht dokumentierten Waffen.

#### Österreich
In Österreich wurde im März 2018 nach koordinierter Ermittlung der Behörden von Frankreich und D-A-CH illegaler Waffenhandel aufgedeckt und wurden 3 als illegale Händler Verdächtigte in Vorarlberg und Niederösterreich ausgemacht und angezeigt und über 150 Lang- und Faustfeuerwaffen, rund 300 kg Munition und 100 Stichwaffen beschlagnahmt.